# La Boudeuse
La Boudeuse era una fregata a vela armata con 32 cannoni così denominata il 6 giugno 1765. È famosa soprattutto per essere stata la nave da esplorazione di Louis-Antoine de Bougainville tra il 1766 e il 1769. Prestò anche servizio nella guerra d'indipendenza americana e nelle guerre rivoluzionarie francesi, durante le quali catturò due navi nemiche. Fu smantellata, a Malta all'inizio del 1800 per farne legna da ardere.

## Storia

### Prima circumnavigazione francese
La Boudeuse, al comando di Louis-Antoine de Bougainville, partì da Nantes il 15 novembre 1766 per la prima circumnavigazione francese del globo, insieme all'Étoile. A bordo c'era il botanico Philibert Commerson e il suo cameriere, poi smascherato dal chirurgo della nave come Jeanne Baret, l'amante di Commerçon; sarebbe diventata la prima donna a circumnavigare il globo.
La spedizione visitò le isole del gruppo delle Tuamotu il 22 marzo 1767. Il 2 aprile avvistò la vetta della Mehetia e poco dopo l'isola di Tahiti. Bougainville mancò di poco di essere il loro scopritore, ignaro di una precedente visita e affermazione di Samuel Wallis sulla HMS Dolphin meno di un anno prima. Bougainville rivendicò l'isola per la Francia e la chiamò Nouveau Cytère.
La spedizione lasciò Tahiti, con Ahutoru a bordo, e navigò verso ovest verso le Samoa meridionali e le Nuove Ebridi, e dopo aver avvistato Espiritu Santo virò a ovest ancora alla ricerca del "continente meridionale". Il 4 giugno andò quasi a sbattere contro dei grossi scogli e dovette cambiare rotta a nord e ad est. Aveva quasi trovato la Grande barriera corallina. Navigò attraverso quelle che oggi sono conosciute come le Isole Salomone che evitò a causa dell'ostilità della gente del luogo. Bougainville le chiamò isole Bougainville dando il suo stesso nome. La spedizione fu attaccata in Nuova Irlanda, quindi si diressero verso le Molucche. A Batavia ricevette notizie di Wallis e Carteret che lo avevano preceduto.
Il 16 marzo 1769 la spedizione completò la circumnavigazione e arrivò a Saint-Malo, con la perdita di soli sette uomini su più di 200, un livello estremamente basso di perdite e un merito alla gestione illuminata della spedizione da parte di Bougainville.
Nel 1775-1776 La Boudeuse subì una ristrutturazione a Brest.

### Guerra d'indipendenza americana
La Boudeuse in seguito prese parte alla Guerra d'indipendenza americana al comando del tenente Grenier. Il 13 gennaio 1779 catturò lo sloop da 16 cannoni HMS Weazel al largo di Sint Eustatius. I francesi portarono la nave catturata alle Antille dove la disarmarono portando tutti i suoi cannoni allo squadrone dell'ammiraglio Charles Henri d'Estaing. La vendettero poi in Guadalupa nel 1781.
Il 28 febbraio La Boudeuse conquistò l'isola di Saint Martin e il 6 luglio 1779 partecipò alla battaglia di Grenada come componente della retroguardia.

### Guerre rivoluzionarie francesi
Durante le guerre rivoluzionarie francesi, nell'azione dell'8 giugno 1794, La Boudeuse catturò alla Marina sarda l'ex fregata francese Alceste da 36 cannoni. Gli inglesi avevano catturato l'Alceste nel porto di Tolone nell'agosto del 1793 e poi l'avevano consegnata ai sardi.

### Ultimo viaggio
Il 28 gennaio 1799 La Boudeuse, al comando del tenente Calaman, salpò da Tolone alla volta di Malta. Fu caricata con i rifornimenti essenziali per la guarnigione francese assediata a Malta che all'epoca era sotto blocco. La guarnigione francese al comando del generale Claude-Henri Belgrand de Vaubois si era ritirata nelle città fortificate che si trovavano intorno al bacino del porto Grande a seguito di un'insurrezione armata dei maltesi nel settembre 1798. Le navi portoghesi e della Royal Navy stavano assistendo la ribellione maltese imponendo un blocco marittimo alle navi francesi, tagliando così i rifornimenti. Sotto la copertura del maltempo, La Boudeuse riuscì a eseguire il blocco e il 4 febbraio 1799 entrò nel Grand Harbour controllato dai francesi e ormeggiò sotto la Lower Barracca. Nel luglio 1800, le autorità francesi fecero demolire La Boudeuse per ottenerne legna da ardere poiché le scorte di legna per i panifici erano esaurite.